# (887) Alinda
Alinda és l'asteroide número 887. És un asteroide Amor i fou descobert per l'astrònom Max Wolf des de l'Observatori de Heidelberg-Königstuhl a Heidelberg (Alemanya), el 3 de gener de 1918. La seva designació provisional era 1918 DB.